# آرشي كوربن
آرشي كوربن (بالإنجليزية: Archie Corbin)‏ هو لاعب كرة قاعدة أمريكي، ولد في 30 ديسمبر 1967 في بومونت في الولايات المتحدة.

## وصلات خارجية
- آرشي كوربن على موقع دوري كرة القاعدة الرئيسي (الإنجليزية)
- آرشي كوربن على موقعبيزبول رفرنس.كوم (الدوري الرئيسي) (الإنجليزية)
- آرشي كوربن على موقعبيزبول رفرنس.كوم (الدوري الثانوي) (الإنجليزية)
- آرشي كوربن على موقع إي إس بي إن.كوم (أم.أل.بي) (الإنجليزية)
- آرشي كوربن على موقع مشجعي الرسوم البيانية (الإنجليزية)